# غويلرمو هربرت بيريز
غويلرمو هربرت بيريز (بالإسبانية: Guillermo Herbert Pérez)‏ هو سياسي مكسيكي، ولد في 10 فبراير 1934 في مدينة كيريتارو في المكسيك. حزبياً، نشط في حزب العمل الوطني. وقد انتخب عضو مجلس الشيوخ من المكسيك.